# Gabès
|  | «Gabes» redirigeix aquí. Vegeu-ne altres significats a «Gabes (Pèrsia)». |

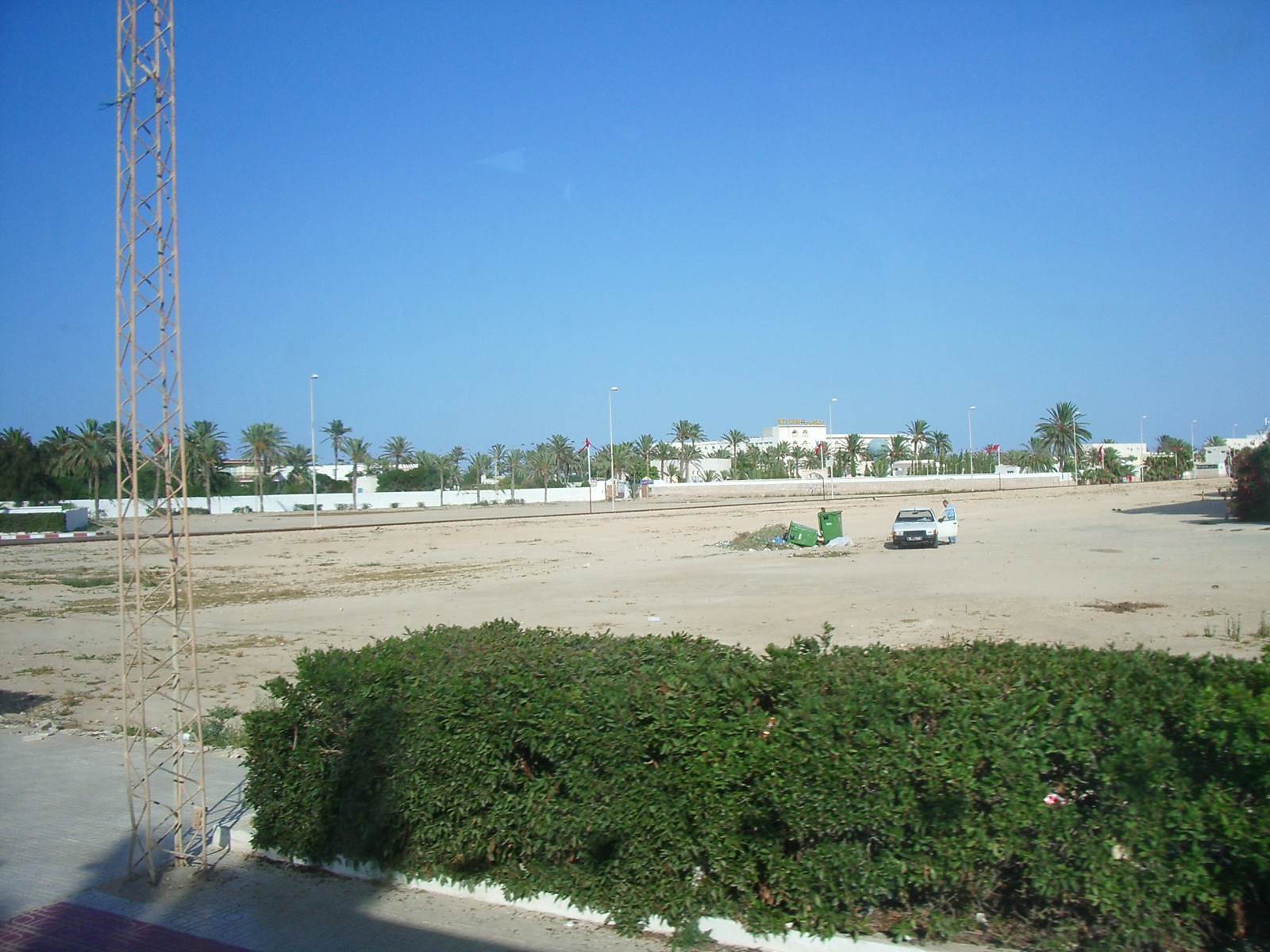
Aspecte de Gabès

Gabès (àrab: قابس, Qābis, pronunciat en el dialecte local Gabs) és una ciutat de Tunísia, a la governació de Gabès, amb una població de 116.323 habitants (2004), capçalera de tres delegacions (Gabès Médina, Gabès Ouest i Gabès Sud). De la conurbació de Gabès formen part les municipalitats de Gabès, Chenini Nahal, Ghannouch, Métouia i Ouedhref, que reuneixen en total més de 170.000 habitants. Es troba a la costa del golf de Gabès. És també un oasi, el més oriental de Tunísia, però els dàtils del seu palmerar són de baixa qualitat.
La ciutat de Gabès està dividida en quatre barris: Mazil, al nord de l'Oued Gabès; Djara, al sud; Bab Bahr; i Gabès Port. Manzil i Djara foren molt afectades per les inundacions de 1959 i 1962. Limita al sud amb el Djebel Sidi Boualba, on hi ha el santuari del patró de la ciutat, un company del Profeta, i el Djebel Manara, amb un antic far medieval, destruït després del 1962 per construir-hi un barri popular.

## Economia
L'oasi de Gabès té 1.500.000 palmeres, de les quals la meitat són datileres. A la regió hi ha altres cultius com la vinya, una mica d'olivera i fins i tot plàtans, i pesca a la mar. La ramaderia és purament familiar. La capa d'aigua subterrània està sobreexplotada. Un gasoducte uneix la ciutat amb el pou d'El Borma. La industrialització es desenvolupa mercès a l'interès del govern.

## Història

### Època antiga
Fou una ciutat de la província romana d'Àfrica, amb els noms de Kape, Tacape, Tacapa i Tacapae. Situada a la regió de la Sírtica, al límit interior del golf de Sirtis Menor, el port era dolent. Inicialment va dependre de la Bizacena, però posteriorment fou incorporada a la regió de la Tripolitana, de la qual era la ciutat més occidental. Tenia unes fonts d'aigües minerals anomenades Aquae Tacapitanae, actualment El-Hamma.
Fou seu episcopal al segle iv. Prop de Gabès foren derrotats els romans d'Orient el 547 per la tribu amaziga dels astrices, i després d'això fou fortificada.

### Conquesta islàmica
Fou conquerida pels àrabs en una data incerta entre el 654 i el 670, però evacuada després de la derrota d'Uqba ibn Nafi a Tahuda el 684 a mans de l'amazic Kusayla. El 693/694 la Kàhina va expulsar més enllà de Gabès les forces d'Hassan ibn an-Numan, que volia recuperar el país, però pocs anys després el cap àrab va aconseguir el seu propòsit.

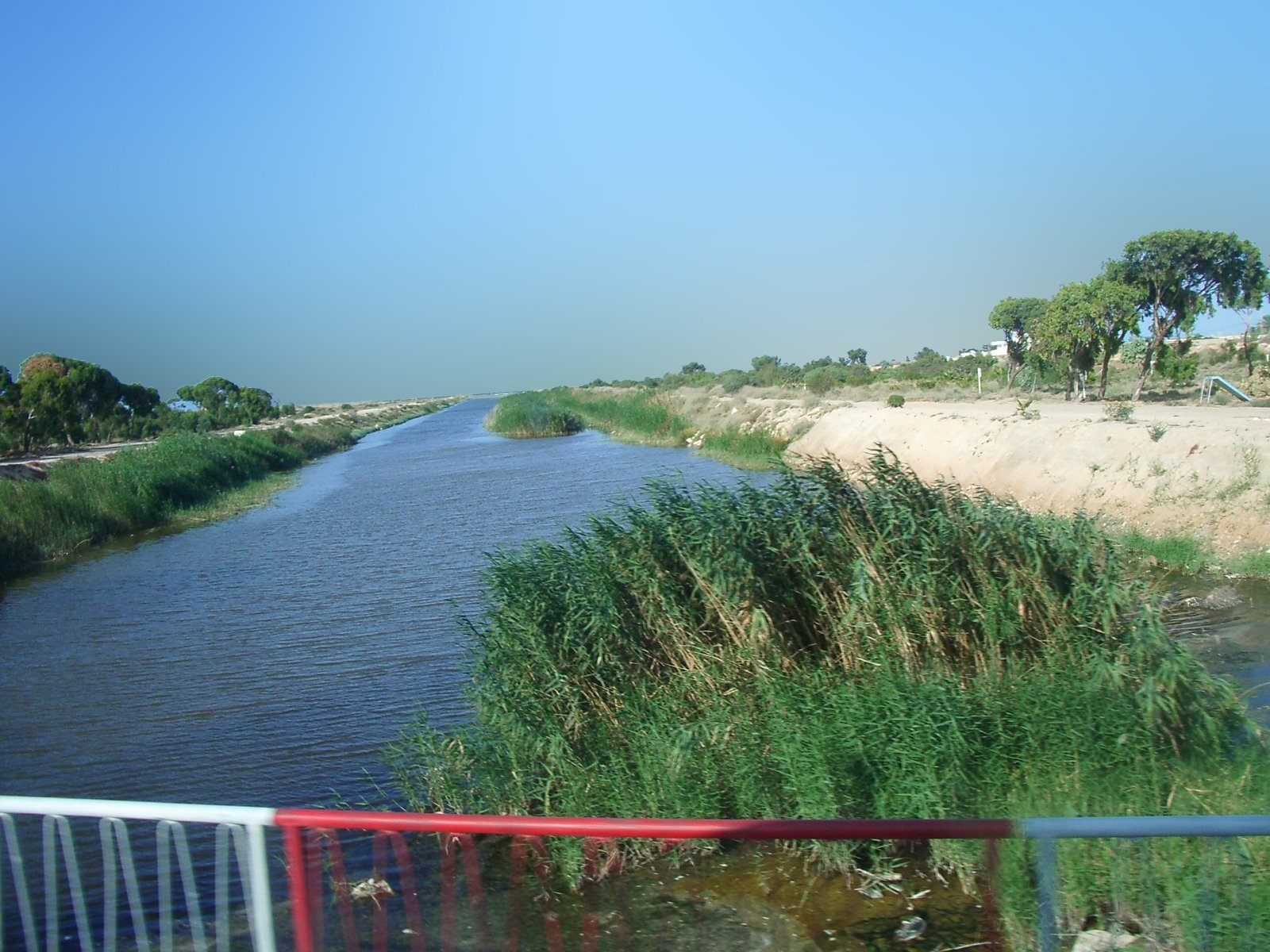
El riu de Gabès al seu pas per la ciutat

El kharigita zenata Ukaixa ibn Ayyub al-Fazarí la va ocupar el 741 i va amenaçar Kairuan, però va morir en la lluita el 743; uns anys després, va tornar a caure en mans dels kharigites de tendència ibadita durant el govern d'Abd-ar-Rahman ibn Habib, però el cap kharigita Ismaïl ibn Ziyad an-Nafussí va morir en combat i la ciutat fou recuperada vers el 748 o 749 (131 de l'Hègira). Abd-ar-Rahman ibn Habib fou assassinat el 755; els kharigites es van revoltar altra vegada i Gabès va anar canviant de mans. El 758, l'ibadita Abu-l-Khattab la va ocupar, però fou recuperada per Ibn al-Àixath (761), que aviat la va tornar a perdre. El fundador de la dinastia muhal·làbida, Yazid ibn Hàtim al-Muhal·labí, la va ocupar el 28 d'abril del 772 i va establir-hi la pau durant un quart de segle.

### Aglàbides, fatimites i hilalians
Sota els aglàbides fou seu d'un governador; per un temps, va estar sota influència dels rustúmides de l'imam Abd-al-Wahhab de Tahart (784-823). Tot i que consta que hi havia un àmil, sembla que seria un àmil clandestí, que recaptava les contribucions dels ibadites del lloc en favor de l'imam de Tahart, tot i que la ciutat restava sens dubte en mans dels emirs de Kairuan. Els ibadites nafusa revoltats foren esclafats prop de Gabès per l'emir Ibrahim el 896.
Al segle següent va passar als fatimites, que van deixar el govern local en mans dels Banu Luqman, de la tribu amaziga dels kutama. Van estar després sota control dels zírides. El 972 es van revoltar el kharigites i la ciutat fou atacada i en part destruïda. Els zírides van deixar el govern en mans dels Banu Amir i després fou governada per un germà de l'emir Badis (996-1016), de nom Ibrahim, a qui va succeir Mansur ibn Mawas; el darrer governador zírida fou al-Muïzz ibn Muhàmmad ibn Walmiya.

### Els Banu Jami
El 1052, la batalla d'Haydaran, no lluny de Gabès, va donar el domini de la regió als Banu Hilal. El governador local se'n va fer client. El cap riyàhida (un dels grups hilalians), Munis ibn Yahya (de la tribu dels Banu Mirdàs), va permetre a alguns caps zírides refugiar-se a Gabès. El 454 de l'hègira (1062/1063) el governador al-Muïzz ibn Walmiya, descontent pel tractament donat als seus germans, Ibrahim i Qadi, per l'emir zírida, es va proclamar independent sota protecció del mirdàsida riyàhida Munis ibn Yahya. A Ibn Walmiya el va succeir Ibrahim, i després el va seguir Qadi, però aquest fou mort per una revolta popular local, per la seva tirania, el 1096, i els notables de la població van donar el poder a un germà de l'emir Tamim (1062-1108), de nom Úmar ibn al-Muïzz.
Seguidament van pujar al poder els Banu Jami, de la tribu dels Dahman, emparentats amb els hilalians Banu Riyah. Els zughba, el clan hilalià al qual el califa fatimita havia promès Trípoli i Gabès, es van acontentar amb Trípoli i això va permetre a Makkí ibn Kàmil ibn Jami prendre el poder després d'eliminar Úmar ibn al-Muïzz. A Makki el va succeir el seu fill Rabí ibn Makkí, i a aquest el seu parent Ruixayd ibn Kàmil ibn Jami, que va governar de 1121 a 1147. Una breu usurpació del poder per part del llibert Yússuf, que tenia el suport dels normands, va ser seguida pel govern de Muhàmmad ibn Ruixayd i finalment pel de Mudafi ibn Ruixayd. En aquests anys, els normands van assetjar diversos cops la ciutat (1082/1083, 1086/1087, 1093/1094 i 1117/1118). Després del 1147, descendents d'al-Muïzz ibn Walmiya van recuperar el poder, tot i que amb l'hostilitat de la població local; aleshores els notables de la ciutat es van aliar amb tots els seus enemics i la ciutat fou assetjada de nou pels hilalians (1083/1084 i 1099/1100) i pels normands (1117/1118). Muhàmmad ibn Ruixayd va recuperar el poder quan ja dominava Mahdia (des de 1148) i el Sahel tunisià amb el suport normand. En aquesta època, es va construir a la ciutat el palau d'Al-Arusayn. Muhàmmad ibn Ruixayd va arribar a emetre moneda amb el seu nom vers el 1150.

### Els almohades
El 1158 o 1159, Gabès es va revoltar contra la dominació normanda i el 1160 fou ocupada per l'almohade Abu-Muhàmmad Abd-Al·lah, fill d'Abd-al-Mumim ibn Alí.
Després d'uns anys de pau, la ciutat fou atacada per l'armeni Qaraqux, senyor de Trípoli, i una mica després pels mallorquins Banu Ghàniya. La ciutat estava en poder de Qaràqux, aliat d'Alí ibn Ghàniya, i era una posició fortificada el 1187, quan el califa almohade al-Mansur el va atacar i el va derrotar a al-Hamma (1188/1189, 583 de l'Hègira). Tanmateix Qaràqux la va recuperar ben aviat, tot i que en conflicte amb els Banu Ghàniya, de forma que la va perdre altra vegada davant els almohades; Yahya ibn Ghàniya, successor d'Alí, va derrotar Qaràqux i li va arrabassar Trípolí i després va assetjar Gabès (1195), i en va destruir l'oasi per obligar-lo a capitular. Els relats diuen que només va deixar una palmera de record. Finalment, el mallorquí va entrar a Gabès i en va fer la seva capital, dominant tota Ifríqiya, inclòs Tunis (conquerida el 1203). An-Nàssir (1199-1213) va haver de reconquerir tota la part oriental dels seus dominis, i va aconseguir derrotar Yahya prop de Gabès l'octubre del 1205, recuperant els territoris perduts.
Abu-Zakariyyà Yahya era governador de Gabès quan va rebre el nomenament del califa almohade de governador de tota Ifríqiya. Va fundar la dinastia hàfsida. Amb el suport del notable local Abd-al-Màlik ibn Makkí va aconseguir conquerir Tunis al seu germà destituït. Gabès va quedar en poder dels Banu Makkí que des del 1282 foren virtualment independents fins al 1394. El germà d'Abd-al-Màlik, Muhàmmad ibn Makkí, governador de Gerba, va aconseguir estendre el seu poder fins a Trípoli. Els dos germans eren d'ascendència luwatiana i eren cultes i uns polítics hàbils. El 1282, Abd-al-Màlik va obrir les portes de la ciutat a l'usurpador hàfsida Ibn Abi-Umara, a qui va ajudar a pujar al poder; l'emir el va nomenar visir amb amplis poders; eliminat Ibn Abi-Umara, Abd-al-Màlik va tornar a Gabès. L'emir de Bugia, proclamat el 1285, Abu-Zakariyyà Yahya III ibn Ibrahim el va assetjar el 1286 i el palmerar fou altre cop devastat; el 1287/1288 va sostenir sense èxit el pretendent Ibn Abi-Dabbús contra Abu-Hafs (1284-1293) i el 1294 va rebutjar la sobirania hàfsida i es va declarar feudatari de Bugia, on el net d'Abu-Zakariyyà Yahya, Abu-Zakariyyà Yahya III, reclamava la successió del seu avi.
El 1333, un nou pretendent, Abd-al-Wahid Zakariyyà I ibn al-Lihyaní va tenir també el suport del senyor de Gabès contra l'emir Abu-Yahya Abu-Bakr II (1318-1346). Els Banu Makkí van continuar oposant-se als hàfsides en els següents anys; el 1350 es van oposar al camarlenc Ibn Tafrajín, i van aconseguir estendre els seus dominis i assegurar la seva autoritat. El 1355, Venècia va signar un tractat comercial amb els Banu Makkí. Encara després, van donar suport a la segona invasió marínida (1352-1356) dirigida per Abu-Inan.
L'emir Abu-l-Abbàs Àhmad III (1371-1394) va posar fi a la situació. Gabès fou conquerida el febrer o març del 1380, i s'hi va instal·lar un governador hàfsida de nom Yússuf ibn al-Abbar. El 1381 un net d'Abd-al-Màlik ibn Makkí, de nom Abd-al-Wahhab, va recuperar el poder i va matar el governador hàfsida. Abu-l-Abbàs va assetjar personalment la ciutat el 1387, i altre cop va destruir el palmerar. Abd-al-Wahhab es va rendir i va donar un fill com a ostatge pagant una indemnització. El 1390 fou assassinat pel seu oncle Yahya ibn Abd-al-Màlik ibn Makkí, que es va proclamar independent, però el 1393/1394 un cop de mà afortunat va retornar el poder als hàfsides per mitjà del fill de l'emir. Yahya fou executat i la dinastia Banu Makkí es va acabar.

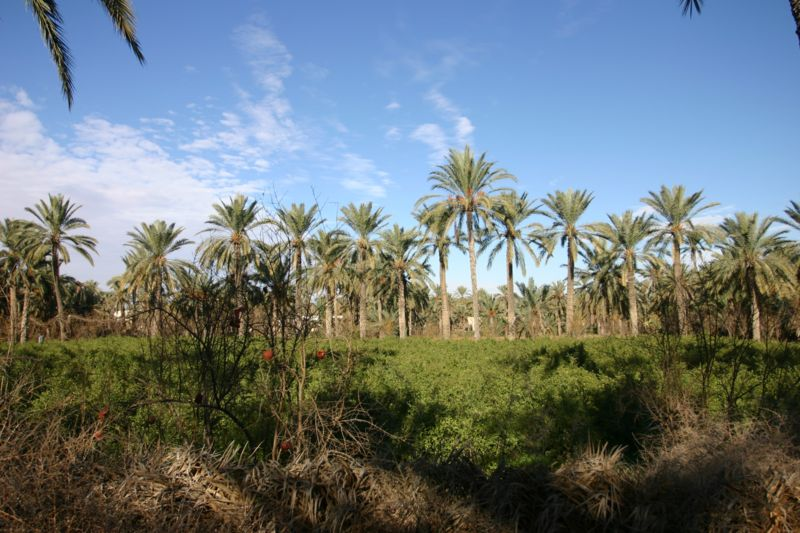
Palmerar de Gabès

### Els otomans
El 1535 va passar a dominació espanyola, quan es va imposar un protectorat a l'emir hàfsida. El 1574, els castellans es van haver de retirar i la regió va passar als otomans i fou organitzada com a paixalik. El governador Uthman Day (1590-1610) va instal·lar a Gabès una colònia de kutughlis, és a dir, una barreja d'otomans i àrabs o amazics. Va estar lleugerament afectada per la revolta d'Alí ibn Ghadhahum (1864) i el 1870 fou saquejada pel khaznadar.

### Ocupació francesa
El 1881, la vila de Djara va optar per l'obediència als francesos i la de Manzil per la resistència. Els francesos van tardar a ocupar Manzil, que va resistir del 24 de juliol al novembre.
Durant la II Guerra mundial es va edificar una línia de defensa al sud de Gabès, a Mareth, i va patir un bombardeig alemany (19 de novembre de 1942). Els britànics i francesos lliures i van entrar-hi el 29 de març de 1943.

## Administració
És el centre de la municipalitat o baladiyya homònima, amb codi geogràfic 51 11 (ISO 3166-2:TN-12), dividida en quatre circumscripcions o dàïres:
- Gabès (51 11 11)
- Cité Manara (51 11 13)
- Chott Essalem Balad (51 11 14)
- Sidi Boulbaba (51 11 15)

Fins al 26 de maig de 2016 Bou-Chemma i Teboulbou eren dues circumscripcions de la municipalitat de Gabès, però aquell dia van ser constituïts com a municipalitats o baladiyyes independents, amb codi 51 22 i 51 23, respectivament.
Al mateix temps, Gabès està repartida entre tres delegacions o mutamadiyyes, Gabès Médina (51 51), Gabès Ouest (51 52) i Gabès Sud (51 53), al seu torn dividides en cinc, set i set sectors o imades, respectivament.